# دورانس ۱۳۰۳۱
سیارک ۱۳۰۳۱ (به انگلیسی: 13031 Durance، نامگذاری:1989SN4) سیزده هزار و سی و یکمین سیارک کشف شده‌است که در ۲۶ سپتامبر ۱۹۸۹ کشف شد.
قدر مطلق سیارک برابر ۲۶.۹ است.